# マイケル・ベントン
マイケル・ジェームズ・ベントン（英語: Michael James Benton、1956年4月8日 - ）は、イギリスの古生物学者。ブリストル大学理学部地球科学科の古脊椎動物学教授。主に三畳紀の爬虫類の進化に関する論文を発表しているが、絶滅事変や化石記録中の動物相の変化も研究している。
2010年12月にはマイケル・ベントンを称えてリンコサウルス目のベントニクスに献名された。

## 経歴
アバディーン大学を卒業後、1981年にニューカッスル大学大学院で博士号を取得。1996年にはブリストル大学で古生物学の修士（理学）課程を設立し、以来300人を超える学生を輩出している。ベントンは50人を超える博士課程学生を指導し、日本の古生物学者真鍋真もその1人である。

## 研究
ベントンの研究は古生物学や大進化の調査であり、様々な学術誌に研究を投稿した。ベントンは古生物学者として生命史の理解における基礎研究に取り組み、特に時代の変遷に見る生物多様性の移り変わりを追ってきた。現生生物および化石生物から得たデータを統合して系統樹を作成し、主要なグループの発生の起源、時代を経て多様化の成り行きを突き止めようと目指している。このアプローチにより、生命史の内外でそれを動かしてきた要因の関与と役割は何か、多様性の飽和はあり得るのか、大量絶滅の重要性とは何か、どのように主要な系統群が分岐したかなど、主要な疑問とその理解は急進的に変わってきた。主なテーマは2億5000万年前（顕生代）に発生した生命史最大の大量絶滅であり、ペルム紀末の大量絶滅事変ほどの出来事から、生命がどのように回復できたのか調査研究している。
2010年には中華人民共和国遼寧省産の恐竜シノサウロプテリクスの化石の細胞中からユーメラノソームとフェオメラノソームという2種類の色素メラノソームを発見したと報告した。これはある程度、恐竜の色彩や模様を再現する手がかりとなった。

## 出演
ベントンはドキュメンタリー作品に出演している。例えば、BBCの番組「The Day The Earth Nearly Died」（2002年12月5日放送）にはペルム紀末の大量絶滅の謎を研究する科学者のひとりとして、ベントンも当時の環境や生物多様性、ゴルゴノプス亜目のディノゴルゴンの形態などを解説した。

## 著書
ベントンには大学生用の数多くの古生物学の教科書（例: 『Vertebrae Paleontology』）に加え、恐竜をテーマとした子供向けの本の著作もある。邦訳された著作や監修文献も少なくない。

### おもな著作
児童書
- 『生命の歴史 : その起源と進化のあとをたどる』 舟木嘉浩 訳（評論社〈児童図書館・科学の部屋 ; 別巻〉 1990）著者名義はミヒャエル・ベントン

児童書の監修
- ジョン・マラム、ジョン・ウッドワード 著、ベントン 監修『恐竜アトラス : 恐竜の故郷を巡る世界旅行』増田まもる 訳（東京書籍、2007）
- 伊藤伸子 訳『恐竜』ベントン 監修、化学同人〈手のひら図鑑 ; 3〉、2016年6月。CRID 1130000794611851648。

一般書
- 共同監修『生命の進化大図鑑』池田比佐子ほか訳、小畠郁生 日本語版総監修、オフィス宮崎（日本語版編集）（2010年、河出書房新社）原題『Prehistoric』、書評あり[22]
- ロジャー・オズボーン 共著『進化地図』池田比佐子 訳、小畠郁生 日本語版監修、スティーヴン・ジェイ・グールド 監修（2011年、河出書房新社）原題『The Viking Atlas of Evolution』、書評あり[23]

- 久保田克博、千葉謙太郎、田中康平 監訳『恐竜研究の最前線 : 謎はいかにして解き明かされたのか』喜多直子 訳（創元社、2021）原題『#The Dinosaurs Rediscovered : How a Scientific Revolution is Rewriting History』（Thames & Hudson, c2019の翻訳）NCID BC0823202X、ISBN 9784422430409。
  - 「年代層序表」[4]-[5]頁
  - 「参考文献一覧」314-327頁。

共著
- スティーブ・ブルサット 著、椿 正晴 訳『よみがえる恐竜・大百科：超ビジュアルCG版』ピクセル・シャック・コム CG制作、北村雄一 監修、ソフトバンククリエイティブ、2014年7月17日。ISBN 978-4-7973-8062-0。 原題『Dinosaurs』
- Benton, M. J. (Michael J.) 編『コーウェン地球生命史』鶴田 暁子 訳、 Jenkins, Robert 監修、久保 泰 日本語版監修、東京化学同人、2023年、ISBN 9784807920488、	Template:Crid。執筆陣はアルファベット順にCunningham, John、Davies, Tom、Donoghue, Philip C.J.、Fraass, Andy、Janis, Christine、Pisani, Davide、Rayfield, Emily、Schmidt, Daniela、Vinther, Jakob、 Williams, Tom。

### 洋書
児童書
- Dinosaurs an A-Z Guide（Kingfisher、1988） ISBN 978-0862723859
- Prehistoric Animals（Kingfisher、1989）ISBN 978-0862724580

一般書
- Vertebrate Palaeontology 第4版（ Wiley-Blackwell、2014）ISBN 978-1118407554
- On the trail of the dinosaur（Quarto Publishing、1989）ISBN 0-517-67976-0
- When Life Nearly Died: the Greatest Mass Extinction of All Time（第1版 2003、第2版 2008、Thames & Hudson）書評あり[24]、Thus 版の初版2005。
- The Dinosaurs Rediscovered: How a Scientific Revolution is Rewriting History（Thames & Hudson、2019）ISBN 978-0500052006

共著
- Benton, Michael J. (2009). “Paleontology and the History of Life”. In Michael Ruse; Joseph Travis. Evolution: The First Four Billion Years. Cambridge, Massachusetts:  The Belknap Press of Harvard University Press. pp. 80–104. ISBN 978-0-674-03175-3

## 受賞
自然の知識を向上させた功績により、2014年に王立協会フェローに選ばれた。